# Агрегат (техніка)
Агрега́т (лат. aggregare — приєднувати) — у техніці:
- сукупність двох і більше конструктивно об'єднаних різнотипних машин: генераторів, двигунів, апаратів, що діють спільно (наприклад, турбогенератор — об'єднана установка парової турбіни та електричного генератора).
- складальна одиниця, що має повну взаємозамінність, яку можна складати окремо від інших частин виробу чи виробу в цілому і яка може виконувати призначену функцію у виробі або діяти самостійно[1] (наприклад, автомобільний двигун).
- турбоагрегат — жорстко з'єднані на одному валу турбіна й робоча машина (електричний ґенератор, насос, компресор тощо).

Термін «агрегат» використовується також для означення окремих допоміжних елементів машин, наприклад: карбюратора як агрегату двигуна внутрішнього згоряння.

## Приклади агрегатів
Агрегат газоперекомпонувальний, Агрегат грохотильно-дробильний, Агрегат для виїмки вугілля, Агрегат насосний занурений, Агрегат обміну вагонеток у клітях, Агрегат фронтальний.